# Espejo azteca de obsidiana
El espejo de obsidiana es un espejo de 31,40 cm de altura de estilo azteca del Postclásico tardío , realizado en obsidiana con la técnica de tallado, abrasión y pulido, de forma circular con una prolongación ondulada que termina en una perforación probablemente para colocar la pieza en algún tipo de soporte. Se exhibe en un soporte de madera contemporáneo.

## Los aztecas
Los términos azteca y mexica sirven para designar a un pueblo nahua o de lengua náhuatl que en el siglo XV alcanzó la hegemonía en la zona central de México. Se desconoce el lugar exacto de su procedencia, quizás de los territorios del norte de México o incluso del suroeste de los Estados Unidos. Disponemos de documentos que nos aportan información sobre los aztecas como la Tira de la peregrinación o códice Boturini que nos dice que procedían de una patria legendaria llamada Aztlán, que tras un deambular dilatado residiendo provisionalmente en el cerro de Coatépec, en la ciudad de Tula (gran capital de los toltecas) o el promontorio de Chapultepec, bajo la dirección del caudillo Tenoch llegaron a un islote del lago Texcoco y fundaron en esa zona pantanosa el asentamiento de Tenochtitlan en 1325. Tras lograr convertir el terreno en una zona fértil para el cultivo del maíz, iniciaron campañas bélicas con las ciudades vecinas hasta lograr establecer las bases em 1433 de la poderosa Confederación azteca.
Su carácter bélico se basaba en la especial concepción del mundo y el universo, ya que creían en la vieja Leyenda de los Soles, según la cual ellos vivían en la era del quinto sol y para evitar el fin de esa era, debían practicar una actividad guerrera y el sacrificio de seres humanos. Esa actitud hizo que se extendieran por el valle de Toluca y el valle de Oaxaca lográndose una síntesis y una homogeneización político cultural con el último caudillo azteca Montezuma que se vio interrumpida por la conquista de española de Hernán Cortés.

## Un acercamiento a la pieza mediante el material: la obsidiana negra

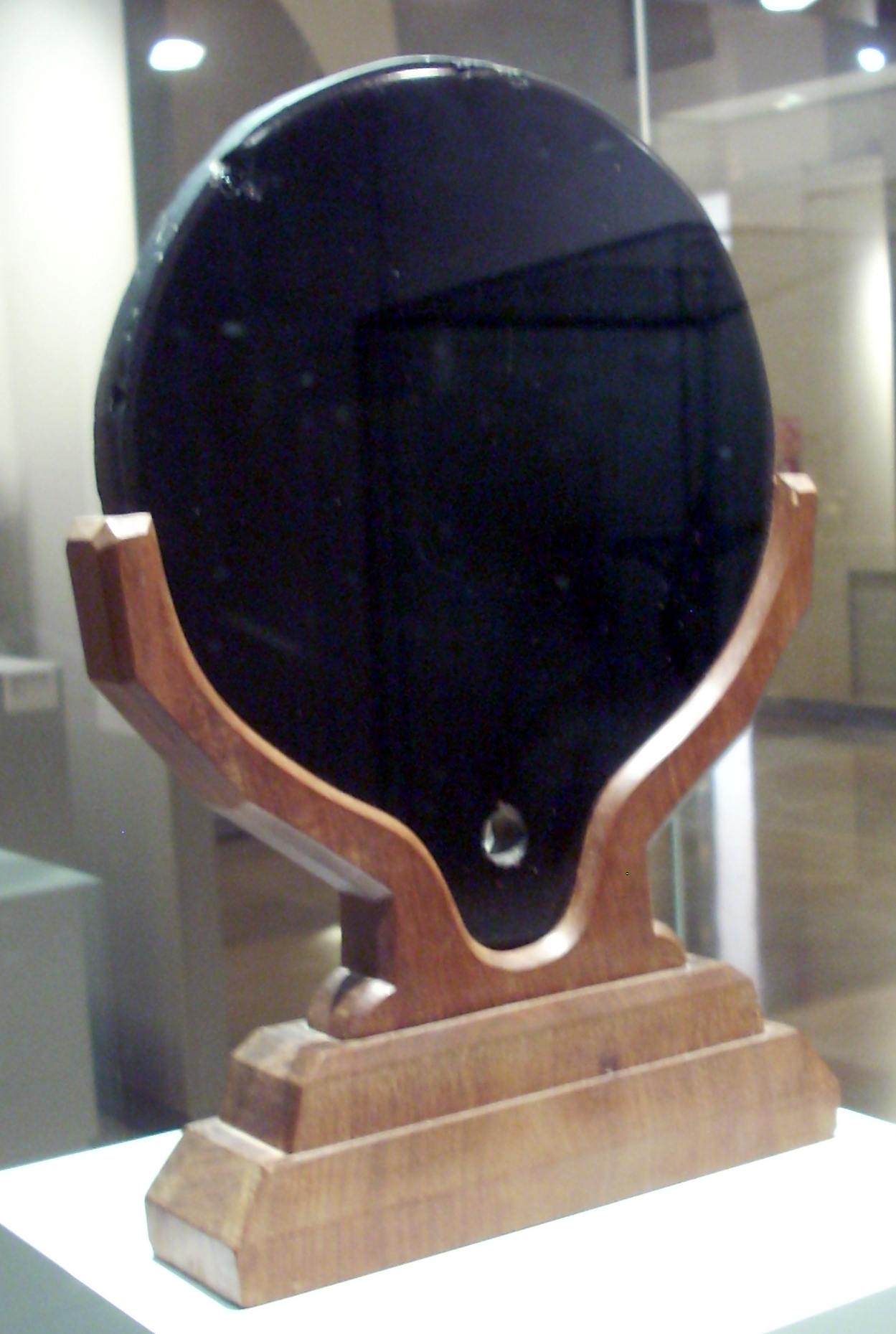
Espejo Azteca de Obsidiana (colección Museo de América, Madrid)

La obsidiana es un vidrio natural de origen volcánico, que destaca por su particular brillo, tiene variedad de colores y tonalidades, así como diferente grado de dureza y fragilidad y una fractura concoidea que permite hacer formas con filos agudos y cortantes. La obsidiana negra es una roca que abunda cerca del llamado cerro o volcán de San Andrés.
La explotación prehispánica de la obsidiana en sus variedades verde, transparente, dorada y bandeada, se concentró en el flanco sur- oeste del cerro de Las Navajas. Las minas más renombradas de la sierra de Las Navajas corresponden a la explotación de la Triple Alianza, y se conocen como la explotación azteca. Entre las minas se ubicaban los talleres y los campamentos habitacionales y de trabajo de los dirigentes, mineros, artesanos y cargadores.
La importancia estratégica de este recurso radicaba en la manufactura de instrumentos y armas, así como de artefactos y objetos simbólicos asociados con los dioses y con las estructuras de poder. Así se empleó tanto en las actividades productivas de alimento como de caza, la recolección o la agricultura. También se hicieron instrumentos artesanales y armas. Y debido a su brillo se empleó para hacer objetos preciados que formaron parte de la vestimenta de sacerdotes y personajes de alto status, como orejeras, bezotes, cuentas, pendientes, esculturas, cetros y espejos.
La obsidiana verde de Las Navajas representa el poder del centro de Mesoamérica. El brillo y los reflejos vítreos se han conceptualizado como una especie de “energía interna”, a la que la mentalidad animista le han asignado propiedades mágicas y divinas.
Plinio el Viejo en su obra Historia Natural del siglo I d. C. se refirió a la obsidiana en relación a una piedra que había encontrado en Etiopía un explorador romano, diciendo de ella, que no devolvía imágenes, sino que devolvía sombras. Existen pruebas de que los romanos conocían esta piedra y que la utilizaron para realizar espejos, de hecho, se han encontrado espejos en varias casas de Pompeya a los que se han atribuido funciones apotropaicas. Por lo tanto, la relación de la obsidiana con los espíritus y lo sobrenatural data desde muy antiguo y además focalizado en los espejos.
Los estudiosos y los mineralogistas la descubrieron en el siglo XVIII la descubrieron cuando ya la habían dado por desaparecida en entornos de volcanes activos, como Lord Hamilton en los conos del Vesubio y del Etna o Alexander Von Humboldt en el Teide, lo que ha permitido estudiar sus propiedades, además se han encontrado en las Cañadas del Teide herramientas de obsidiana en lugares que fueron ocupados por los guanches.

## El dios Tezcatlipoca "el espejo humeante"
“TEZCATLIPOCA ,ta-skat-le-'po-kal, o Tezcatlepoca (náhuatl, probablemente derivado de la palabra tezcatl, "espejo de obsidiana", junto con i(h)poca, "emite humo o exhalaciones"), era la deidad omnipotente y omnipresente del panteón azteca. El culto a Tezcatlipoca fue llevado al centro de México por los toltecas hacia finales del siglo X d.C.”

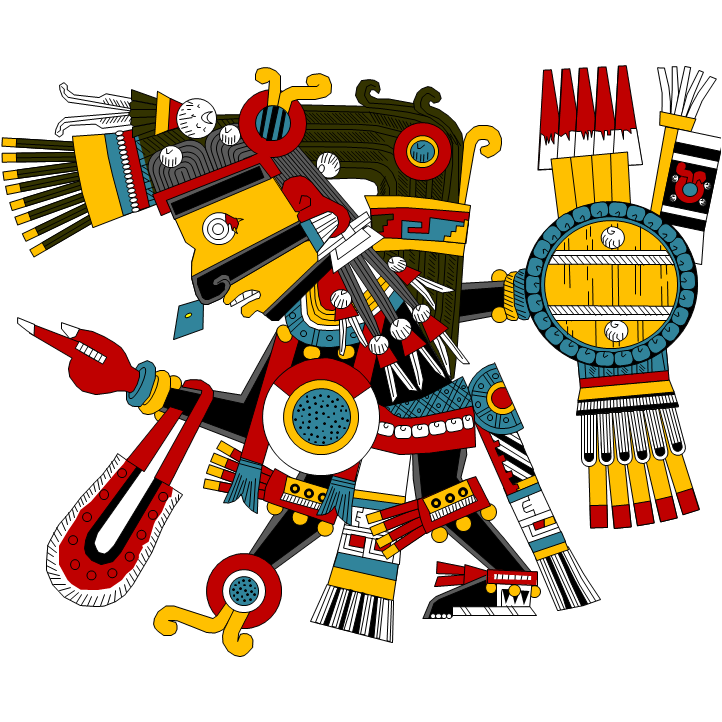
Representación del dios Tezcatlipoca según el Códice Borgia

Dios del Norte, asimilado por los aztecas “originalmente, era la personificación del aire, fuente tanto del aliento de la vida como de la tempestad” por tanto divinidad capaz de dar vida así como de destruirla.
En la cosmovisión azteca estaba asociado al Norte, la Noche, la Guerra, la constelación de la Osa Mayor y el Viento Nocturno. Respondía a diversos nombres derivados de la zona y cultura en la que se adscribía. El hecho de que respondiese a varios nombres y evocaciones estaba motivado por el lenguaje náhuatl en el que cada palabra, cuando se usa en un contexto mitológico o mágico, puede adquirir múltiples significados, algunos de ellos con matices esotéricos. Además, al igual que muchas lenguas indígenas de América, el náhuatl tiende a formar palabras compuestas, lo que potencia su capacidad de evocación. Esto se debe a que cada término que las integra aporta sus propias asociaciones tradicionales de imágenes, lo que permite una gran diversidad de interpretaciones y alusiones.
Tezcatlipoca formaba parte de los 4 dioses principales de México-Tenochtitlan junto con Huitzilopochtli, Tláloc y Quetzalcóatl.
La dualidad de los pueblos precolombinos, que articula todo el pensamiento y organización social está presente en la relación de contrarios entre Tezcatlipoca y Quetzalcóatl, dioses de culturas anteriores que aunque opuestos también son complementarios, ya que mientras Tezcatlipoca representaba el caos, la guerra y el engaño mediante la magia con hechizos y maleficios; Quetzalcóatl simbolizaba la paz, la civilización y prosperidad.
Para entender el origen de Tezcatlipoca debemos remitirnos a los dioses antiguos, conocidos como la “Pareja Divina”, ambos señores de la dualidad masculina y femenina, quienes crearon al resto de dioses.
Esta segunda generación de dioses compuesta por Xipe Tótec, Tezcatlipoca, Quetzalcóatl y Huitzilopochtli, conocidos como los dioses jóvenes pronto relegaría el culto de los dioses viejos. Y tendrían un papel fundamental en la concepción del mundo de los pueblos indígenas, quienes consideraban que el universo se movía por el cambio, de tal manera que antes del mundo actual en el que habitaban, se creía que había existido 4 Mundo o Soles previos, cada uno de ellos asociado a una divinidad y a un símbolo:
“Sol del Jaguar” (Ocelotonatiuh) gobernado por Tezcatlipoca, donde los humanos eran gigantes, y cuya destrucción se produjo por el levantamiento de Tezcatlipoca cuando hizo caer el cielo; “Sol del Viento” (Ehecatonatiuh) gobernado por Quetzalcóatl en el que los humanos eran de tez blanca y delgados y cuyo fin se debió a un gran huracán que los transformó en monos y los dispersó; el “Sol de Lluvia (Quiauhtonatiuh) gobernado por Tláloc donde que los humanos de esta era eran resistentes al fuego, pero cuya destrucción se debió a una lluvia de fuego y cenizas que convirtió a los humanos en aves. El cuarto sol “Sol del Agua” (Atonatiuh) gobernado por Chalchiuhtlicue, diosa del agua en el que los humanos eran hábiles nadadores pero un gran diluvio los convirtió en peces.
Por tanto, las civilizaciones que habitaban Mesoamérica, Centroamérica y el área Andina se encontraban en el “Quinto Sol” del Movimiento, gobernado por Tonatiuh, dios del Sol, creado a partir del sacrificio de los dioses. Esta cosmovisión está presente en la teoría de los 4 rumbos.
Es lógico pensar que la civilización azteca encontrase refugio en los 4 dioses principales antes mencionados: por un lado Tláloc y Quetzalcóatl como dioses de las aguas verticales y el crecimiento así como de la civilización y la prosperidad respectivamente en recuerdo de su pasado como pueblo nómada y agrícola, mientras que Tezcatlipoca y Huitzilopochtli, ambos dioses guerreros de gran peso en la organización social, evocando de igual manera su pasado como pueblo guerrero.
Este hecho justifica el gran peso que tenía Tezcatlipoca en los ritos religiosos celebrados por los aztecas, llegando a articular uno de los dos modelos educativos de la época el “telpochcalli “casa de los jóvenes” donde niños y adolescentes recibían una educación esencialmente práctica, orientada hacia la vida del ciudadano medio y la guerra. Los propios maestros eran guerreros ya confirmados, que se encargaban de inculcar a sus alumnos las virtudes cívicas y militares tradicionales”. El otro sistema educativo: el calmécac estaba dedicado a la vida austera y estudiosa de libros sagrados, mitos, calendario adivinatorio, etc. cuya finalidad última era preparar a los jóvenes para el sacerdocio y/o los altos cargos del Estado, bajo la invocación del dios Quetzalcóatl. A diferencia del sistema educativo dedicado a Quetzalcóatl al que solo podían acceder los hijos de dignatarios, el telpochcalli estaba abierto a hijos de comerciantes, cortesanos y simples ciudadanos.

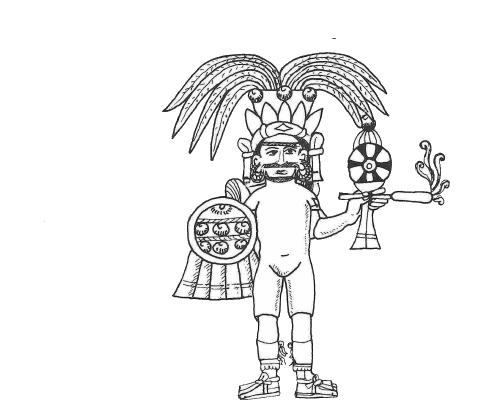
Representación de los imitadores de Tezcatlipoca según el Códice Florentino: Ixiptla (sacrificio humano) tlatoani (representación del Dios o gobernante)

“El rito principal del culto a Tezcatlipoca tenía lugar durante el quinto mes ritual, Tóxcatl. Cada año, en esa época, el sacerdote seleccionaba a un joven y extremadamente apuesto prisionero de guerra. Durante un año, este vivía en el lujo con cuatro mujeres como compañeras y recibía instrucción en las artes aztecas de la música y la oratoria. En el día designado para la festividad, ascendía los escalones de un pequeño templo mientras rompía las flautas que había tocado. Al llegar a la cima, era sacrificado mediante la extracción de su corazón y posteriormente era decapitado.”
En cuanto a los atributos empleados en la representación de Tezcatlipoca las representaciones que encontramos en los códices muestran todo su cuerpo pintado de negro, así como dos franjas negras horizontales cubriendo su nariz y su mentón, en alusión al color que le caracteriza, representando la oscuridad. la noche, etc.
En cuanto a los adornos corporales suele portan un penacho de plumas de quetzal adornado con una concha y dos ganchos blancos como “pequeñas lenguas doblando hacia arriba como en actitud de oración”. algunos autores consideran que la franja roja llamada ezpitzal que aparece a modo de diadema en alguna de sus representaciones puede aludir al derramamiento de sangre, la rabia y la violencia o la música en recuerdo a su papel en la creación musical. También encontramos adornos tales como: brazaletes y collares de jade y oro. Así como perforaciones en orejas y nariz.

El espejo humeante que le da nombre y omnisciencia, podía representarse en tres lugares: sustituyendo su pie faltante, adornado su pecho a modo de pectoral o a un lado de su cabeza. En todos los casos aparece rodeado por un aro rojo del que emergen una o varias llamas. En cuanto a su pie faltante aparece indistintamente en el lado derecho y el izquierdo, rematado por el ya mencionado espejo, pata de venado o el propio hueso, en referencia al mito de la creación en el que perdió dicho pie. El pie que conserva se encuentra cubierto por una sandalia con talonera blanca y una cinta roja que se ciñe sobre su tobillo rematada con lo que parecen ser cascabeles dorados. Esta misma cinta de piel de ocelote teñida de rojo, que se encuentra cubriendo sus rodillas aparece rematada con pequeños discos dorados entendidos por las fuentes como cascabeles.
“La parte superior de su cuerpo aparece cubierta con dos pectorales: uno ancho y semicircular que le cubre todo el pecho desde el cuello hasta los hombros, formado por bandas de colores y otro que le cuelga del cuello hasta su vientre formado por un gran aro blanco y amarillo, que se ha identificado como un aro de oro y concha colgado de una cinta roja de cuero, denominado teocuitla anahuatl símbolo de su carácter divino. […] Mientras que la inferior se encuentra cubierta por un cubrecaderas o faldellín abierto por delante orlado de conchas.”
En cuanto a su carácter guerrero encontramos elementos como el escudo, las flechas, las lanzas, el cuchillo que cuelga de uno de sus brazos o lo que parece ser un carcaj en su espalda. 

## Los usos de los espejos en la ritualidad de los aztecas.
“Contamos con el registro de varios centenares de espejos procedentes de contextos arqueológicos mesoamericanos. Se trata, generalmente, de objetos redondos ovalados o cuadrangulares cuyo largo máximo oscila entre los cinco y los 40 centímetros; los hay en mica, obsidiana, hematita o pirita, monolíticos o en mosaico, cóncavos o planos, y se les ha localizado en contextos olmecas, oaxaqueños, mayas, chalchihuiteños y teotihuacanos”
Además de su principal uso en el cuidado personal y la apariencia física, los espejos tenían un gran peso en la cultura mesoamericana debido a sus propiedades semánticas y simbólicas que variaban según las propiedades del material utilizado, los procesos técnicos empleados, la morfología de los mismos y en algunos casos también la iconografía que los adornaba. Todo esto se debe a su papel en los rituales, las ofrendas sacrificiales y la vestimenta de la élite en las culturas prehispánicas. Demostrando un culto prologado en el tiempo a los espejos y su reflectividad vinculado con la cosmovisión teotihuacana. Algunos tenían bordes decorados como pétalos de flores, o motivos iconográficos más elaborados. 
Aunque los espejos fuesen un motivo frecuente en las representaciones aztecas, estos solían ser de pizarra o pirita y no tanto de obsidiana por su difícil obtención. No obstante, este mismo hecho potenció su uso para demostrar el poder de la figura que lo llevase ya fuesen guerreros destacados, miembros de la élite o representaciones e imitadores de los dioses.
Uno de los dioses del panteón azteca ya mencionado, es Tezcatlipoca cuyo atributo principal que le da nombre es el espejo de obsidiana. Este espejo era entendido por los nahuas como un símbolo del poder señorial. Se creía que los monarcas poseían un espejo de obsidiana con dos caras: en una de ellas podían observar el comportamiento de sus súbditos, mientras que en la otra veían su propio reflejo, emulado de alguna manera al propio Tezcatlipoca “dios-hechicero ve desarrollarse en su espejo de obsidiana todos los acontecimientos del mundo” señalando el uso de los espejos para la videncia de lo no accesible, reflejando el deber ser, así como su uso adivinatorio, ya que este era también un instrumento usados por hechiceros de magia negra, ya que al “contemplar sus profundidades humosas permitía viajes a otros tiempos y lugares, al mundo de los dioses y los antepasados” “entrar en contacto con los seres sobrenaturales incluso el paso hacia otros mundos”. Al igual que su uso para la visión del yo como es el ejemplo de los espejos mosaico de pirita donde “uno se veía inevitablemente trasformado, fraccionado por las múltiples teselas que lo componían”.
Encontramos testimonios que indican que el agujero central que aparece en muchos de ellos hacia las veces de mirilla de tal forma que el portador del espejo ocultaba su rostro con el espejo y veía a través de él gracias a este orificio. También se ha considerado que este agujero, -así como las formas cóncavas/convexas de algunos de ellos- podría indicar su uso como pectoral, lo que lo vincularía con la guerra y el derramamiento de sangre. Es aquí donde se cree que entra en juego el uso de la obsidiana, relacionada con Tezcatlipoca el derramamiento de sangre de los sacrificios solía realizarse con instrumentos creados a partir de este material: cuchillos, proyectiles y puntas de lanza. Lo que a su vez, permitió que la sangre, la obsidiana y los espejos se convirtiesen en elementos frecuentes y cotidianos en la vida de México-Tenochtitlan. Encontrándolos en numerosos sacrificios humanos en la Pirámide de la Serpiente Emplumada. 
Por tanto, los espejos en la cultura azteca eran herramientas sagradas empleadas por hechiceros y sacerdotes para rituales de adivinación a través de visiones o como comunicación con el mundo sobrenatural, ya que se creía que podían ayudar a la toma de decisiones de los gobernantes, mostrar el destino de alguien o su verdadero yo.

## La llegada a Europa de los espejos de obsidiana.
En la actualidad hay documentados dieciséis espejos de obsidiana precolombinos, uno de los más conocidos es el que se encuentra en el Museo Británico y que fue un obsequio que recibió Felipe II, amante de las ciencias ocultas, el cual conoció al matemático y astrólogo John Dee del que se cuenta que utilizaba ese espejo para convocar a los espíritus y hablar con los ángeles.
Existe otro espejo de obsidiana en el Museo de Historia Natural de París que se cree que formó parte del botín enviado por Hernán Cortés a Carlos V.
El ejemplar que existe en el Museo Nacional de Ciencias Naturales es conocido como espejo inca y fue donado por Francisco Ferrero en 1925, está pulido por ambas caras y tiene un diámetro de 30 cm, aunque realmente es   de origen azteca pero no está documentado, porque no se ha llevado a cabo estudios tan meticulosos como en los de Londres o París. Es el de mayor tamaño que existe y hubo un tiempo en que desapareció del museo, aunque tras la denuncia de su desaparición fue devuelto de forma anónima.
Muchos de tales objetos fueron encontrados en contextos funerarios, con individuos sobre todo masculinos, otros en rellenos constructivos. Entre los antiguos nahuas, los chichimecas, los otomíes y los mayas, el espejo era un elemento común en las indumentarias de gobernantes, en víctimas sacrificiales y los varones. También, cuando Montezuma  pidió ayuda para enfrentarse a los españoles, se dice que sus mensajeros le entregaron “espejos grandes” hay otros ejemplos que indican que los pueblos mesoamericanos solían considerar a los espejos como fuentes de poder, cuando se dice que Quetzalcóatl les había hecho creer a los toltecas  que, por medio de este espejo, siempre había de haber lluvias y si se la pidieran, por este espejo él se las daría.
Los espejos de obsidiana aztecas suelen ser redondos asociados al dios Tezcatlipoca el Negro. Es probable que Hernán Cortés o alguno de los dominicos y franciscanos conocieran el valor simbólico de estos objetos y encargasen la fabricación  de espejos rectangulares que sirvieran de ara, es decir de lugar donde se hacía la consagración, una forma simbólica de realizar un nexo de unión entre la religión indígena y la religión cristiana. De ahí que en la catedral de Lugo existan dos aras negras de obsidiana con dos marcos de plata del siglo XVIII.
De hecho, el obispo de Lugo, Pedro Ribera, que apoyo a Carlos V en la guerra de las Comuneros, describe una reunión en Rioseco en 1520, entre varios embajadores, rodeados de los comuneros, en donde en la sala había espejos de obsidiana enviados por Hernán Cortés.
Cortés  envió desde México, varias partidas de regalos porque necesitaba obtener los permisos de conquista y de gobierno. Esos regalos llegaron a España y a Europa en un momento en que Carlos V estaba inmerso en la guerra de las Comunidades y a punto de ser proclamado emperador. Precisamente en la testamentaria de Carlos V aparece descritos esos regalos entre ellos un espejo de obsidiana. También aparecen regalos y vestimentas incas enviados por Pizarro como muestra de sumisión del pueblo Inca. Algunos objetos aztecas que se conservan hoy fueron regalos para estrechar lazos políticos con personajes de la familia de los Habsburgo, con dos papas, uno de la familia Médici y otro de la familia Farnesio que tuvieron una intervención relevante en los asuntos de México.